# أسروة جينوفية
أسروة جينوفية (الاسم العلمي: Aseroe genovefae) هو نوع من الفطريات يتبع جنس الأسروة من فصيلة الفالوسية.